# Європейський парламент
Європе́йський парла́мент, скор. Європарла́мент (англ. European Parliament) — законодавчий орган Європейського Союзу, що обирається прямим голосуванням громадянами Європейського Союзу. Спільно з Радою Європейського Союзу і Європейською комісією парламент виконує законодавчі функції в ЄС і вважається одним з найбільш потужних законодавчих органів у світі. Нині парламент складається з 705 членів і 1 голови, які представляють найбільший міжнаціональний демократичний електорат у світі (500 мільйонів виборців у 2013 році).
Починаючи з 1979 року, вибори проводяться кожні п'ять років, тим не менш, з того часу явка на виборах почала падати, а 1999 року впала нижче, ніж 50 %. 2009 року явка склала 43 %, починаючи з 90 % у Люксембурзі та Бельгії до 20 % у Словаччині. Явка виборців була нижчою 50 % у 18 з 27 держав-членів.
Хоча парламент має такий обсяг законодавчої влади, який Рада і Комісія не має, він формально не має права законодавчої ініціативи, на кшталт більшості національних парламентів. Парламент — «перша інституція» ЄС (першим згадується в договорах), і розділяє законодавчі та бюджетні повноваження з Радою (за винятком деяких випадків, коли застосовуються спеціальні законодавчі процедури). Він також розділяє контроль над бюджетом. Зрештою, Європейська комісія, виконавчий орган ЄС, підзвітний парламенту. Зокрема, парламент обирає голову Комісії та затверджує чи відкидає призначення комісії в цілому. Також парламент, ухваливши резолюцію, може змусити Комісію піти у відставку.
Останні всесоюзні вибори відбулись 2019 року (а перед цим у 2014). 18 січня 2022 року головою Європарламенту обрали Роберту Мецолу. Європарламент засідає в трьох місцях: Брюссель (Бельгія), Люксембург, Страсбург (Франція). Пленарні засідання проходять у Страсбурзі і Брюсселі, у той час, як Люксембург є домом для адміністративних офісів. Засідання Комітету проводяться також у Брюсселі.

## Історія

Емблема Європейського Парламенту до 1983 року.

Історія створення Європейського Парламенту невід'ємно пов'язана з євроінтеграційними процесами, які розпочались у перше повоєнне десятиліття. Так, протягом 1950—1970 років у Європі виникла значна кількість регіональних економічних організацій, основною метою діяльності яких стало об'єднання асоціацій та підприємств різних галузей для захисту інтересів виробників продукції на європейському ринку. Зокрема, було засновано Організацію економічної співпраці та розвитку (ОЕСР), Західноєвропейський Союз (ЗЄС) та Європейське Економічне Співтовариство. Ідея створення останнього належала міністру закордонних справ Франції Роберу Шуману, який 9 травня 1950 року виступив з планом об'єднання вугільної та металургійної промисловості країн Європи. В 1951 році «план Шумана» починає втілюватись: Бельгія, Франція, Федеративна Республіка Німеччина, Італія, Нідерланди та Люксембург підписали договір про створення Європейського об'єднання вугілля та сталі (ЄОВС), який вступив у дію 23 липня 1952 року. Це об'єднання стало першою європейською організацією наднаціонального характеру, а її Загальна Асамблея — попередником Європейського Парламенту. Повноваження Асамблеї були досить обмеженими і зводились в основному до контролю за діяльністю Верховного органу ЄОВС та окремими напрямами діяльності Об'єднання. Далеким від досконалості був і порядок формування цього органу: хоча Договором про створення ЄОВС було передбачено, що депутати Асамблеї повинні обиратись безпосередньо громадянами держав-членів, формування цього представницького органу здійснювалось непрямими виборами — 78 її депутатів обирались зі складу членів національних парламентів. 25 березня 1957 року у Римі було підписано ряд договорів, які передбачали створення Європейського Економічного Співтовариства (ЄЕС) та Європейського співтовариства з атомної енергії (Євроатом). З набранням Римським договором чинності у 1958 році відповідні організації розпочали свою діяльність. Згодом було прийняте рішення (Перша Конвенція Злиття) про створення єдиного представницького органу для всіх чинних на території Європи економічних організацій (ЄОВС, ЄЕС та Євроатому) — Європейської парламентської асамблеї. До повноважень цього органу було віднесено здійснення контролю за виконавчими органами відповідних регіональних організацій та виконання консультативних функцій.

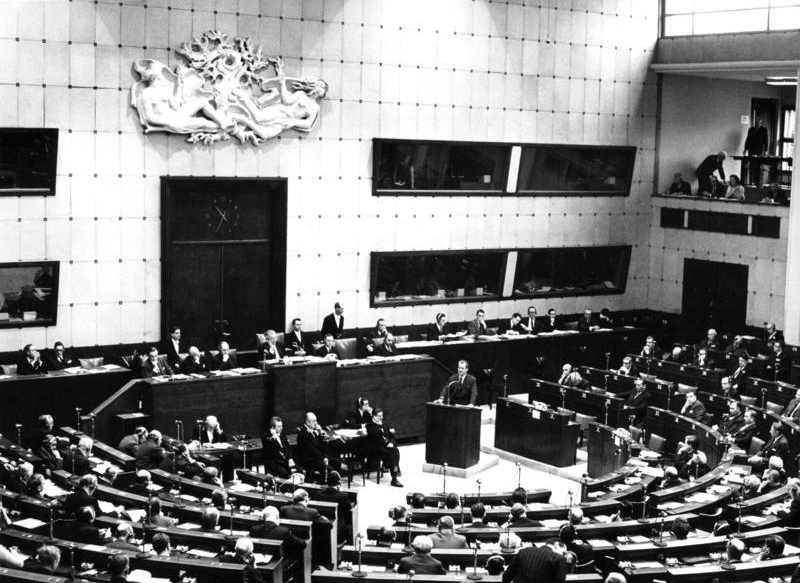
Сесія Ради асамблеї Ради Європи в колишньому Будинку Європи в Страсбурзі в січні 1967 року.

Парламентська асамблея зібралась у складі 142 членів на перше засідання в Страсбурзі 19 березня 1958 року. 30 березня 1962 року депутати Європейської парламентської асамблеї прийняли рішення про зміну її назви на «Європейський Парламент».

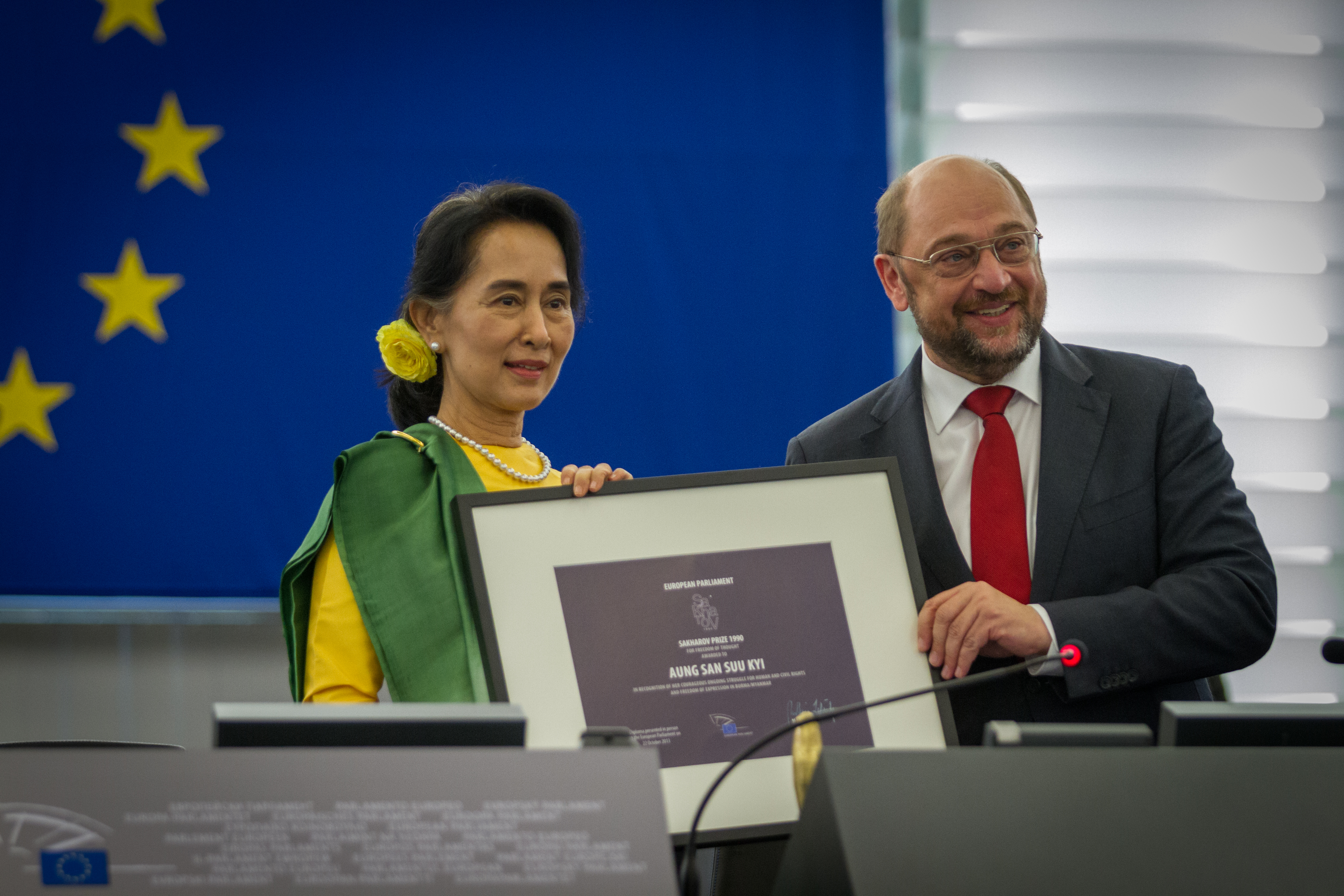
Вручення премії Сахарова політичній діячці М'янми, лідерці опозиції військовій хунті Аун Сан Су Чжі, 2013

За умовами Римського договору, члени Європейської парламентської асамблеї повинні були обиратись громадянами держав, які ввійшли до складу Співтовариства, на основі прямого і загального виборчого права за єдиною для всіх держав процедурою. Аналогічний підхід до визначення порядку формування Асамблеї було закріплено у відповідній конвенції Європейської парламентської асамблеї, прийнятій у 1960 році. Однак, на практиці до 1979 року депутати представницького органу ЄЕС обирались непрямими виборами: кожен національний парламент держав-учасниць у межах квот, відведених відповідній країні, обирав зі свого складу представників до Європейської парламентської асамблеї за системою, встановленою національним законодавством. І лише у вересні 1976 року Радою ЄЕС було схвалено Акт «Про вибори до Європейської парламентської асамблеї загальними прямими виборами», положення якого, однак, були закріплені внутрішнім законодавством держав-учасниць лише у 1979 році.
З 1988 року Європейський парламент нагороджував кожного року премією Сахарова осіб або організації, присвячені захисту прав людини. Премія названа на честь російського фізика і правозахисника Андрія Сахарова, її розмір становить 50,000 євро. Серед нагороджених Лейла Зана, Аун Сан Су Чжі, Кофі Аннан тощо.
Європейський парламент має свою власну телевізійну станцію—  Europarl. Деякі положення щодо регулювання виборів до Європейського Парламенту закріплено в проєкті Конституції ЄС, яку було схвалено на саміті ЄС 17-18 червня 2004 року. Як відомо, ця конституція так і не набула чинності, оскільки не була ратифікована парламентами держав-членів та населенням на референдумах. Основною проблемою на цьому шляху стали невдачі ратифікації документа на загальнодержавних референдумах у Нідерландах (травень 2005 року) та Франції (червень 2005 року).

## Засідання
Парламентарі у парламенті розташовуються у півкола, відповідно до своїх політичних груп. Усі столи обладнані мікрофонами, навушниками, де звучить переклад для учасників засідань, також встановлено обладнання для голосування. Лідери політичних груп сидять на передніх лавках ближче до центру, а в самому центрі розташований подіум для запрошених ораторів. З іншого боку кола, на підвищенні, сидять президент Європарламенту та співробітники апарату.
Члени Європарламенту можуть бути присутні і виступати на дебатах, які відбуваються. Дебати мають бути спокійними і ввічливими. У Європарламенті голосування відбувається шляхом підняття рук та електронним голосуванням. Голосування також може бути таємне (напр., коли обирається президент), а може бути і стандартне, при якому голоси заносяться в електронний журнал, який доступний на сайті Європарламенту.
Порядок роботи Європарламенту визначений регламентом. Працює Європарламент у сесійному порядку. Передбачається можливість скликання чергових та позачергових сесій. Загалом Європарламент збирається 12 разів на рік із тривалістю роботи 5 днів. Робота Європарламенту поділяється на 2 основних етапи: 1) підготовка до пленарної сесії і 2) пленарна сесія. Перше засідання відкриває найстарший депутат і вже після нього — Голова парламенту.

## Повноваження

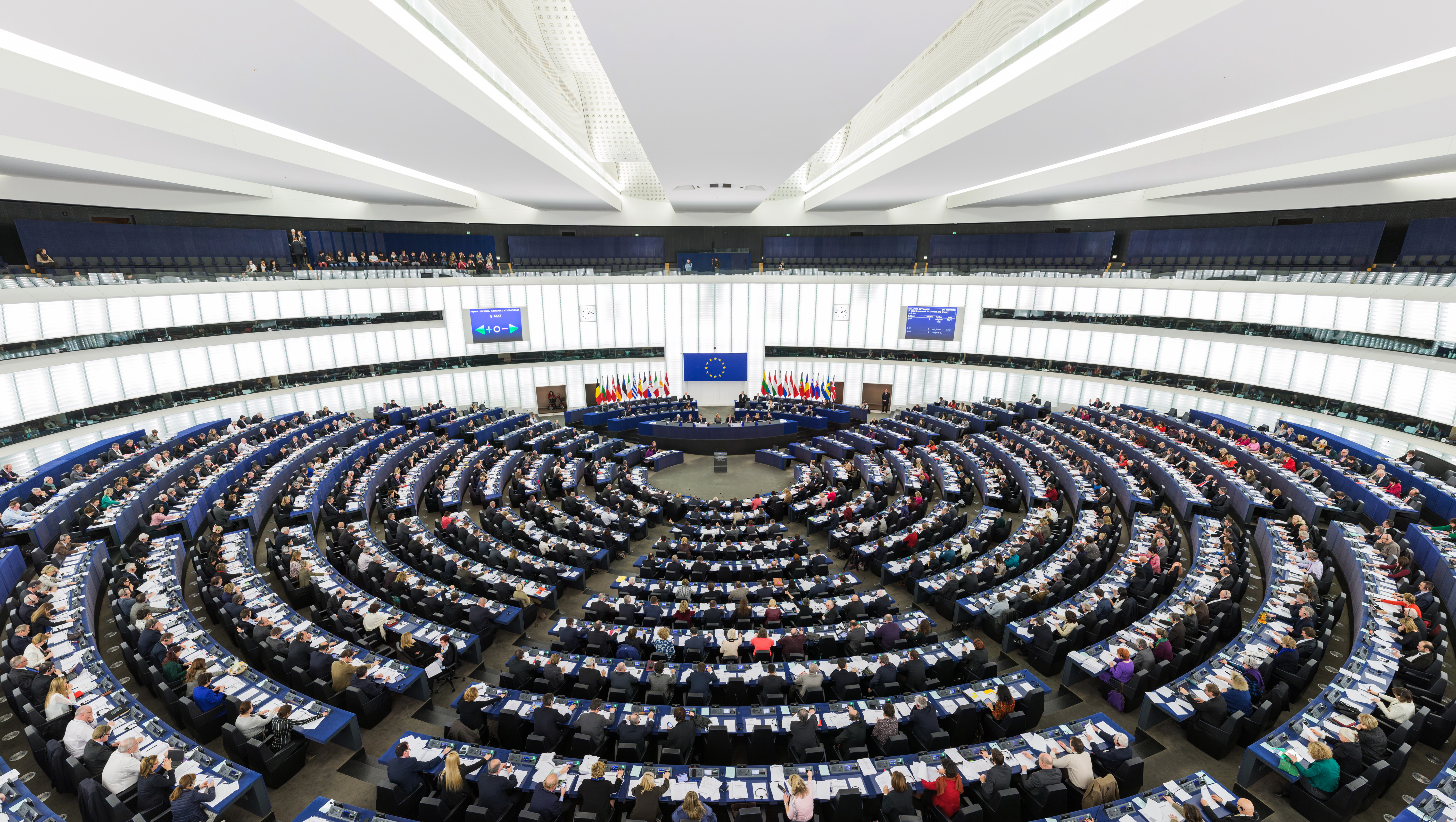
Зала засідань Європейського парламенту в Страсбурзі

- Європейський парламент бере участь у законотворчому процесі, й за останні роки його повноваження у цій сфері суттєво розширилися.
- Європейський Парламент на вимогу чверті своїх членів може створювати тимчасові Комітети для розслідування випадків порушення законодавства ЄС або його неслушного впровадження.(ст. 226 Договору про діяльність ЄС)
- Може призначати посадову особу, на яку покладаються функції контролю за дотриманням законних прав та інтересів громадян у діяльності органів виконавчої влади і посадових осіб (Європейський омбудсмен).
- Парламент здійснює демократичний напрям за діяльністю інституцій ЄС, зокрема Комісії. Він уповноважений схвалювати чи відхиляти кандидатури комісарів і має право не схвалювати діяльність Комісії в цілому.
- Затверджує Голову Європейської Комісії.
- Може відправити Європейську Комісію у відставку, якщо винесе їй вотум недовіри, прийнятий кваліфікованою більшістю 2/3 голосів.
- У Договорах про бюджет в 1970 і 1975 роках, було вказано, що саме Європейський Парламент встановлює бюджет, що надало Йому значних повноважень щодо фінансів Співтовариства.

## Функції

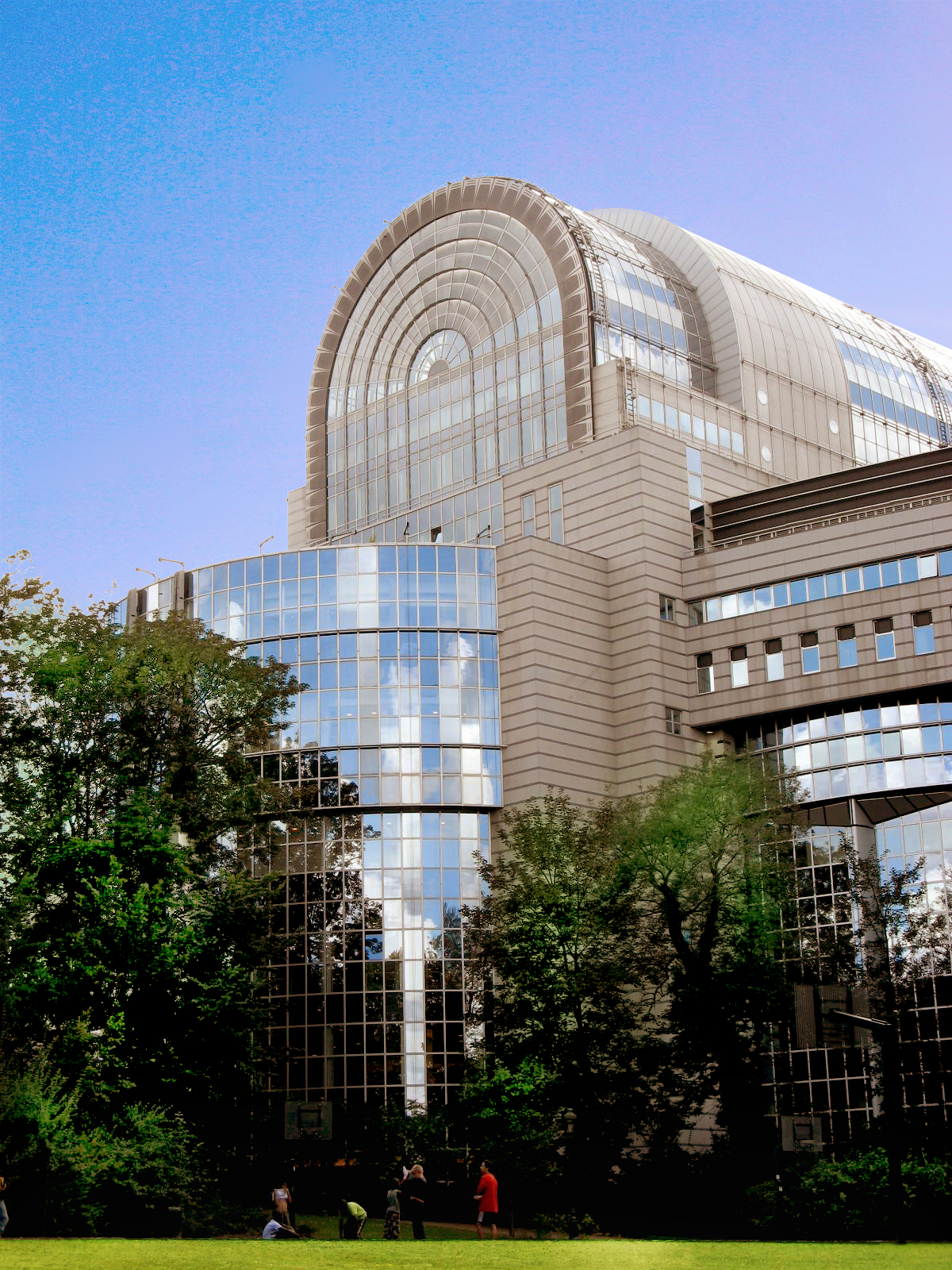
Будівля Європарламенту в Брюсселі

### Законодавча процедура
За Лісабонським Договором, нормативні акти ЄС приймаються за «звичайною законодавчою процедурою» (англ. ordinary legislative procedure). За «звичайною законодавчою процедурою» рішення приймаються спільно Європейським Парламентом і Радою Міністрів. Процедура складається з 3 фаз.
- Європейська комісія направляє свої пропозиції до Європейського Парламенту та Ради Міністрів; Європейський Парламент висловлює свою позицію, з урахуванням якої Рада Міністрів кваліфікованою більшістю приймає «спільну позицію» та надсилає її до Європейського Парламенту.
- Протягом 3 місяців Європейський Парламент може
  - а) прийняти «спільну позицію»;
  - б) відхилити документ абсолютною більшістю голосів, — у цьому випадку документ вважається неприйнятим;
  - в) запропонувати доповнення абсолютною більшістю голосів, — у такому разі текст з доповненнями надсилається до Європейської Комісії та Ради Міністрів, які висловлюють свою думку щодо доповнень;
- Парламент в Страсбурзі

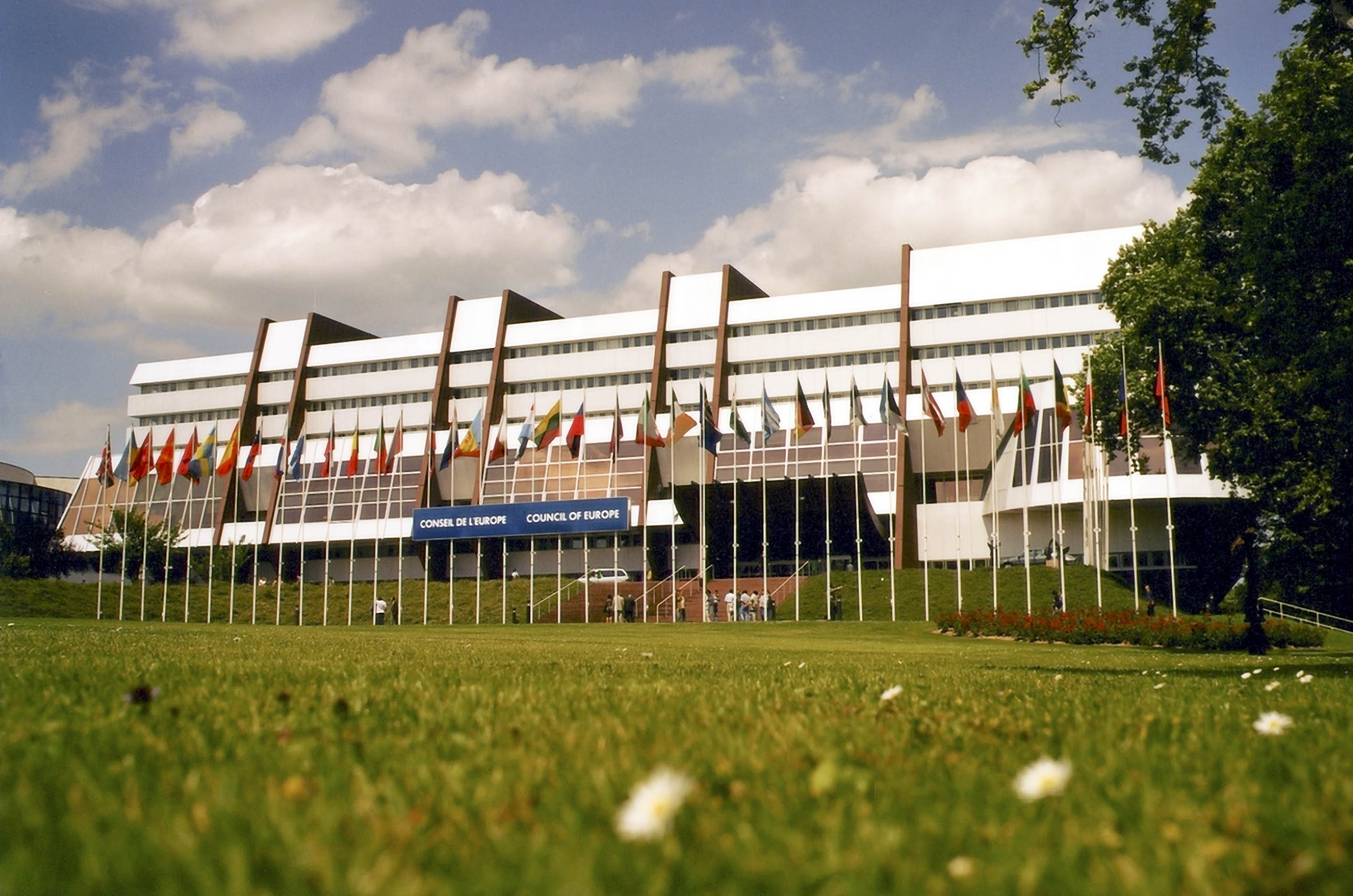
Парламент в Страсбурзі

Протягом 3 місяців Рада Міністрів кваліфікованою більшістю може прийняти всі доповнення Європейського Парламенту. Тоді акт вважається прийнятим. Якщо Рада Міністрів не погоджується з доповненням, створюється Узгоджувальний комітет. Узгоджувальний комітет протягом 6 тижнів повинен виробити спільний текст акту; якщо не досягнуто домовленості стосовно спільного тексту документу, акт вважається неприйнятим. Якщо вдалося досягти домовленості стосовно спільного тексту документу, Рада Міністрів та Європейський Парламент, кожний відповідно до власної процедури, повинен прийняти його протягом 6 тижнів. Якщо один з інститутів не прийняв запропонований акт, він вважається неприйнятим.
За «спеціальною законодавчою процедурою», Рада Міністрів після одностайного рішення про прийняття нормативного акту повинна отримати обов'язкову згоду (англ. consent). чи погодження (англ. consulting) Європейського Парламенту. В деяких випадках відповідно до сфери їх комплектації також необхідно отримати згоду деяких інших інститутів ЄС (ЄЦБ, Європейський суд аудиторів, Комітет регіонів, тощо). Європейський Парламент отримав право законодавчої ініціативи за Лісабонським Договором. З початку заснування ЄС це право належало винятково Європейській Комісії.
- Парламент разом з Радою, бере участь у законодавчому процесі через численні процедури (процедура спільного ухвалювання рішень, процедура співпраці, узгодження, консультативний висновок тощо);
- Парламент контролює діяльність інституцій Союзу, затверджуючи склад Комісії (та через право висловлювати їй вотум недовіри), а також через письмові й усні запити, які він може адресувати Комісії та Раді;
- Поділяє з Радою бюджетні повноваження, а саме: ухвалює річний бюджет та контролює його виконання.

#### Лісабонська угода та Ніццький договір
Лісабонська угода — нова базова угода щодо принципів функціонування Європейського Союзу, була підписана 13 грудня 2007 р. Договір набрав чинності 1 грудня 2009 року. В день набуття чинності Лісабонського договору, Президент Європейської Ради Герман ван Ромпей та Верховний представник ЄС із закордонних справ і політики безпеки Кетрін Ештон приступили до виконання своїх обов'язків.

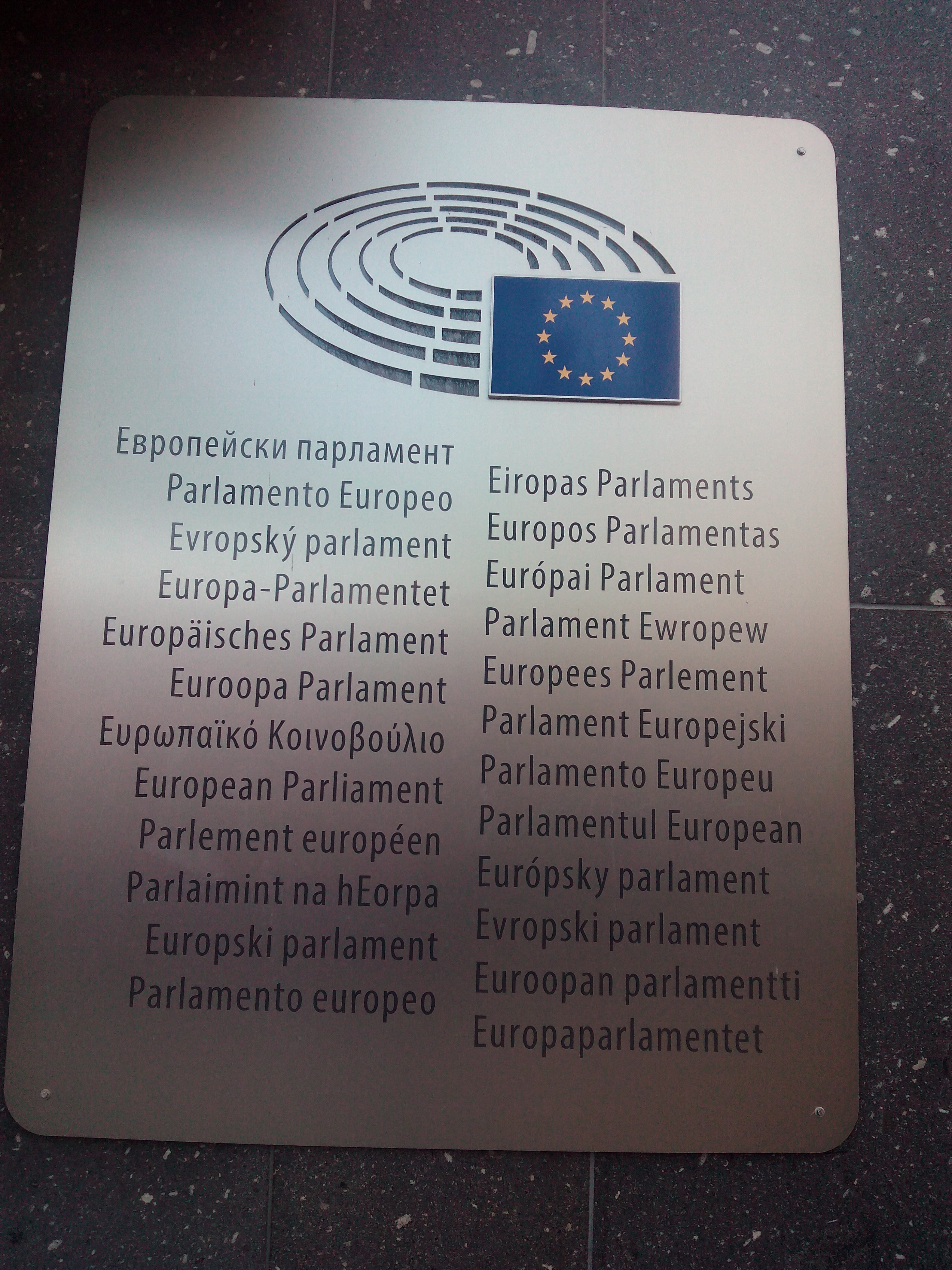
"Європейський парламент" офіційними мовами Європейського Союзу (на будівлі Європейського парламенту у Брюсселі).

Практичний сенс Лісабонської угоди полягає в тому, щоб зробити розширений Європейський Союз керованим. Зокрема, більшість питань у Раді ЄС вирішуватимуть кваліфікованою більшістю, а не консенсусом. При цьому унеможливлюється застосування вето однією країною. Крім того, посилюється прозорість, демократична легітимність європейських інституцій. Нові структурні перетворення в ЄС створюють чіткі політико-системні передумови для вироблення єдиної європейської ідентичності в межах наявного соціального простору організації.
Лісабонський Договір складається з двох частин:
1. Договір про Європейський Союз,
  - Договір про Європейський Союз визначає загальні положення, що стосуються Європейського Союзу. У ньому також викладені загальні положення із зовнішніх зв'язків ЄС.
2. Договір про функціонування Європейського Союзу.
  - Договір про функціонування Європейського Союзу встановлює конкретні цілі політики ЄС, співпрацю з третіми країнами та гуманітарну допомогу.

Лісабонським договором було зроблено такі нововведення:
- ключові зміни внутрішньої політики;
- ключові зміни зовнішньої політики;
- інституційні та правові зміни.

Щодо перетворень у внутрішній політиці ЄС, то Лісабонський договір вніс певні галузеві зміни, включаючи: розширення політики, регіональні справи, конкуренцію, навколишнє середовище, освіту і культуру, транспорт, промислову політику, оподаткування, охорону здоров'я та споживчу політику.
Вводиться посада Високого представника із закордонних справ та безпекової політики, що водночас буде Віцепрезидентом Європейської Комісії. Ця посада перебуває одночасно і в структурі Ради ЄС (що представляє держави-члени Союзу), і в структурі Європейської Комісії.
Військові потужності залишаються у підпорядкуванні держав-членів ЄС. Відповідно до Договору, держави-члени ЄС мають надати в розпорядження Союзу свої військові потужності для реалізації спільної безпекової та оборонної політики. Однак, у Договорі чітко сказано, що будь-які рішення у цій сфері ухвалюються тільки одностайно, будь-яка держава ЄС має право виступати проти таких операцій, а будь-які внески до них мають відбуватися добровільно.
Лісабонський договір істотно збільшує кількість сфер, де рішення ухвалюватимуться кваліфікованою більшістю, а не одностайно. Іншими словами, у цих сферах держави-члени ЄС втрачають право вето. Серед них — сфера свободи, безпеки та юстиції (прикордонний контроль, надання притулку, імміграція), деякі питання у сфері спільної зовнішньої та безпекової політики, сфери енергетики, інтелектуальної власності, гуманітарної допомоги тощо.
Лісабонський договір передбачає створення нової посади — «постійного» Президента Європейської Ради, що обирається самою Європейською Радою (лідерами держав-членів ЄС). Він або вона призначаються на строк у 2,5 роки, і відповідає не лише за головування у Європейській Раді, а і за зовнішнє представництво Союзу стосовно питань спільної зовнішньої та безпекової політики.
Договір містить статтю про можливість вільного виходження держави-члена ЄС з Європейського Союзу. Це є новацією і чітким сигналом, що членство у Європейському Союзі є цілком добровільним.
Ніццький договір (набрав чинності 1 лютого 2003 року), своєю чергою, додав парламентові ваги в законотворчому процесі, ще більше розширивши сферу застосування спільного ухвалювання рішень і надавши йому право звертатися до Суду Європейських Спільнот на тих самих умовах, що й інші інституції.
З огляду на розширення Союзу, Ніццький договір збільшив граничну кількість місць у парламенті до 732 (Амстердамський договір передбачав не більше ніж 700 депутатів); нове правило набрало чинності для нового складу Європарламенту після виборів у червні 2004 року. Крім того, завдяки перерозподілові депутатських місць між «старими» державами-членами (які втратили 91 місце) та новими державами Союзу вдалося досягти рівноваги між реальною демографічною ситуацією та принципом рівності держав-членів.

#### Законодавча функція
Дана функція полягає в участі Європарламенту у виданні законодавчих актів ЄС у формі регламентів, директив, а також рішень. Форми такої участі розрізняються залежно від того, в рамках якої законодавчої процедури приймається рішення. В рамках звичайної законодавчої процедури (параграф 1 ст. 289 Договору про функціонування ЄС) Європарламент приймає рішення спільно з Радою ЄС за пропозицією Комісії. Зазначена процедура є аналогом процедури спільного прийняття рішень, використовуваної до вступу Лісабонського договору в силу (колишня ст. 251 Договору про заснування Європейського Співтовариства).
В рамках спеціальної законодавчої процедури (параграф 2 ст. 289 Договору про функціонування ЄС) Європарламент бере участь в прийнятті нормативних актів таким чином:
- Шляхом проведення парламентських читань при прийнятті законодавчих актів одноосібно Радою ЄС після консультацій з Європарламентом (думка Європарламенту має лише консультативний характер, а поправки і заперечення Європарламенту можуть зіграти роль відкладального вето, послужити причиною відстрочення прийняття консультативного висновку, що Європарламент згідно з прецедентним правом Суду Європейських співтовариств повинен винести в «розумний строк», що досягає на практиці декількох місяців);
- Шляхом прийняття нормативних актів одноосібно після їх схвалення Радою ЄС;
- Шляхом схвалення нормативних актів, прийнятих одноосібно Радою ЄС, після схвалення Європарламентом.

На відміну від національних парламентів функція законодавчої ініціативи Європарламенту обмежена. Європарламент не може безпосередньо вносити свої власні законопроєкти для обговорення і прийняття по ним рішень. Відповідно до ст. 225 Договору про функціонування ЄС, Європарламент може тільки запитувати у Комісії пропозиції щодо питань, які, на думку Європарламенту, вимагають підготовки акту ЄС. Якщо Комісія не представляє пропозицій, вона зобов'язана повідомити Європарламенту про причини такого кроку. Іншими словами, Європарламент може «вимагати від Комісії прояви законодавчої ініціативи». Право законодавчої ініціативи надається Європарламенту тільки в разі розробки законопроєкту про загальних прямих виборах до Європарламенту відповідно до ст. 223 Договору про функціонування ЄС.

### Бюджет
Законодавча гілка влади офіційно тримає бюджетні повноваження Союзу відповідно до бюджетних договорів 70-х років XX століття і Лісабонського договору. Європейська комісія пропонує проєкт бюджету. Рада може прийняти поправки. Коли обидві сторони згідні з даною пропозицією, бюджет набуває чинності зі змінами. Бюджет ЄС підлягає формі звичайної законодавчої процедури з одним читанням. Парламент має владу над усім бюджетом (до 2009 року його вплив було обмежено певними областями). Якщо виникають розбіжності між ними, то втручається Консультаційний Комітет, як і для законодавчих пропозицій.
Бюджетна функція являє собою прийняття бюджету ЄС і контроль над його виконанням. Парламент також відповідальний за виконання попередніх бюджетів на основі щорічної доповіді Європейського суду аудиторів. Він відмовився затвердити бюджет лише двічі — в 1984 і в 1998 роках.
З урахуванням особливого предмета і значення бюджету ЄС (розпис доходів і витрат на наступний фінансовий рік) розробка і прийняття бюджету повинні проводитися в рамках особливої «бюджетної процедури» (ст. 314 Договору про функціонування ЄС). Остання подібна до звичайної законодавчої процедури полягає в тому, що передбачає спільне затвердження бюджету Європарламентом і Радою ЄС (такий порядок був встановлений ще в 1970-ті рр.).
Граничні розміри бюджетних витрат фіксує багаторічний фінансовий рамковий план, який затверджується Радою ЄС після схвалення Європейського парламенту (другий варіант процедури санкціонування як різновиду спеціальної законодавчої процедури). Термін дії фінансового плану — не менше п'яти років (ст. 312 Договору про функціонування ЄС).
Повноваження Європарламенту в галузі контролю за виконанням бюджету полягають в тому, що саме Європарламент за рекомендацією Ради ЄС стверджує виконання бюджету Комісією. Це повноваження, як показує практика, є досить дієвим інструментом в руках європейських депутатів з контролю за фінансовими операціями Комісії.
Лісабонський договір не зачепив права Європарламенту в галузі джерел дохідної частини бюджету ЄС. Хоча ЄС ще з початку 1970-х рр. перейшов на фінансування з власних ресурсів, категорії цих ресурсів визначає спеціальний нормативний акт Ради ЄС (рішення про систему власних ресурсів). Згаданий акт може вступити в силу тільки після ратифікації державами-членами. Роль Європарламенту в його підготовці обмежується консультаціями (другий абзац ст. 311 Договору про функціонування ЄС).

### Функція політичного контролю
Функція політичного контролю — одна з найважливіших напрямків діяльності всіх парламентів, що випливає з їх демократичної природи.
Європарламент як представницький інститут ЄС здійснює політичний контроль насамперед за Комісією. Результатом цього контролю може стати винесення Комісії вотуму недовіри — важлива прерогатива, якою Європарламент мав спочатку, але ще жодного разу не скористався, не в останню чергу через складну процедуру (ст. 234 Договору про функціонування ЄС). Зокрема, для прийняття вотуму недовіри необхідно 2/3 поданих голосів, що представляють одночасно абсолютна більшість від загального складу депутатів Європарламенту.
Важливі контрольні прерогативами Європарламенту є його право звертатися з питаннями до Комісії та Раді ЄС, а також право засновувати зі свого складу слідчі комісії для розслідування зловживань в ході застосування права ЄС.
У контексті взаємин Європарламенту з Комісією вельми серйозним важелем впливу в руках європейських депутатів служить право обирати Голову Комісії. Це право в силу його особливої політичної ваги входить в ряд основних функцій Європарламенту (параграф 1 ст. 14 Договору про ЄС). Окремої вотуму довіри з боку Європарламенту вимагає і затвердження складу Комісії в цілому.

### Консультативна функція
Консультативна функція — найстаріша з функцій Європарламенту, за допомогою якої він бере участь в обговоренні та прийнятті рішень на рівні ЄС, але з правом дорадчого голосу (в формі консультативних висновків і / або юридично не обов'язкових резолюцій).
З початку 50-х рр. і до початку 70-х рр. XX ст. консультативна функція і однойменна процедура були єдиною формою участі Європарламенту в законодавчому процесі Європейських співтовариств, а також в прийнятті інших рішень на європейському рівні.
Лісабонський договір зберігає за Європейським парламентом консультативні повноваження щодо наступних питань:
- прийняття законодавчих актів ЄС в рамках консультативної процедури (див. Вище);
- прийняття інших актів цивільного законодавства ЄС в тих випадках, коли установчі документи вимагають попереднього проведення консультацій з Європейським парламентом, які носять рекомендаційний характер (наприклад, регламенти Ради про застосування правил, що стосуються державної допомоги підприємствам, або рішення Ради ЄС про створення спільних підприємств (ст. 109 і 188 Договору про функціонування ЄС));
- формування деяких органів, члени яких призначаються спільно державами-членами або іншими інститутами ЄС після консультації з Європарламентом (наприклад, при призначенні Дирекції, в тому числі Голови Європейського центрального банку, членів Рахункової палати);
- більшості заходів в сфері зовнішньої політики ЄС, в тому числі укладення угод з третіми країнами і міжнародними організаціями (крім найважливіших міжнародних угод ЄС, які вимагають попереднього схвалення Європейського парламенту).

## Щорічні витрати
Згідно з офіційним сайтом, річний бюджет Європарламенту за 2016 рік становив €1.838 млрд. Головні статті витрат:
- 34 % — працівники, перекладачі та витрати на переклад;
- 24 % — інформаційні служби, IT, зв'язок;
- 23 % — зарплати MEP, витрати, подорожі, офіси і працівники;
- 13 % — утримання будівель;
- 6 % — фінансування політичних груп.

Для порівняння: Німецька нижня палат (Бундестаг) обійшовся у €517 млн у 2018 із 709 членами. Британська Палата громад Великої Британії обійшлася у 2016—2017 роках у £249 млн (€279 млн). У ньому 650 місць.

## Розподіл місць у Європейському парламенті
| Німеччина  |  | 96 (13.62 %) |
| Франція    |  | 79 (11,21 %) |
| Італія     |  | 76 (10,78 %) |
| Іспанія    |  | 59 (8,37 %)  |
| Польща     |  | 52 (7,38 %)  |
| Румунія    |  | 33 (4,68 %)  |
| Нідерланди |  | 29 (4,11 %)  |
| Бельгія    |  | 21 (2,98 %)  |
| Чехія      |  | 21 (2,98 %)  |
| Греція     |  | 21 (2,98 %)  |
| Угорщина   |  | 21 (2,98 %)  |
| Португалія |  | 21 (2,98 %)  |
| Швеція     |  | 20 (2,98 %)  |
| Австрія    |  | 19 (2,70 %)  |
| Болгарія   |  | 17 (2,41 %)  |
| Данія      |  | 14 (1,99 %)  |
| Фінляндія  |  | 14 (1,99 %)  |
| Словаччина |  | 14 (1,99 %)  |
| Ірландія   |  | 13 (1,84 %)  |
| Хорватія   |  | 12 (1,70 %)  |
| Литва      |  | 11 (1,56 %)  |
| Латвія     |  | 8 (1,13 %)   |
| Словенія   |  | 8 (1,13 %)   |
| Кіпр       |  | 6 (0,85 %)   |
| Естонія    |  | 6 (0,85 %)   |
| Люксембург |  | 6 (0,85 %)   |
| Мальта     |  | 6 (0,85 %)   |

Депутати Європейського Парламенту обираються кожні п'ять років. Згідно з Лісабонським договором, місця розподіляються в кожній державі відповідно до населення.
Інше питання, яке потребує уважного розгляду, полягає в розподілі кількості місць серед держав-членів. З одного боку, передача рівної кількості місць для кожної держави-члена стала б пародією з огляду на різну чисельність їх населення. Якби місця були розподілені виключно пропорційно до складу населення, то Німеччина отримала б 127 місць, а Люксембург — жодного, оскільки останній був би надто малим для того, щоб мати виборче представництво. Знайшовши компроміс між цими двома крайностями, місця розподілили так, щоб задовольнити вимоги пропорційності й національні почуття. Амстердамський договір додав до ст. 137 ДЗЄС положення про те, що кількість членів Європейського Парламенту не може перевищувати 700 осіб. Виборчі системи, які використовуються на виборах до нього, дуже відрізняються одна від одної. Більшість країн звертаються до різних форм пропорційного представництва. Деякі держави застосовують систему виключно пропорційного представництва; в інших передбачається голосування за багатомандатною системою, тоді як деякі все ще базуються на одномандатних системах голосування. Сполучене Королівство використовує таку мажоритарну систему, яку застосовує для національних парламентських виборів. Але певної пропозиції щодо єдиної виборчої системи ще не було висунуто. Деякі положення щодо регулювання виборів до Європейського Парламенту закріплено в проєкті Конституції ЄС, яку було схвалено на саміті ЄС 17-18 червня 2004 року.
Німеччина (82,5 млн жителів) має 96 місць, тобто одне місце для 859 000 мешканців. Мальта (0,4 млн жителів) має 6 місць, тобто одне місце для 67 000 жителів. Кожна держава-член сама встановлює свою процедуру проведення виборів.

### Політичні групи Європарламенту
Депутати Європарламенту в парламенті формують сім різних парламентських груп, в тому числі тридцять членів, відомих як незалежні депутати європейського парламенту. Двома найбільшими групами є Європейська народна партія (ЄНП) та Соціалісти і демократи (S&D). Ці дві групи домінували в парламенті протягом більшої частини свого існування, постійно тримаючи від 50 до 70 відсотків місць. Жодна група ніколи не отримувала більшості в парламенті.

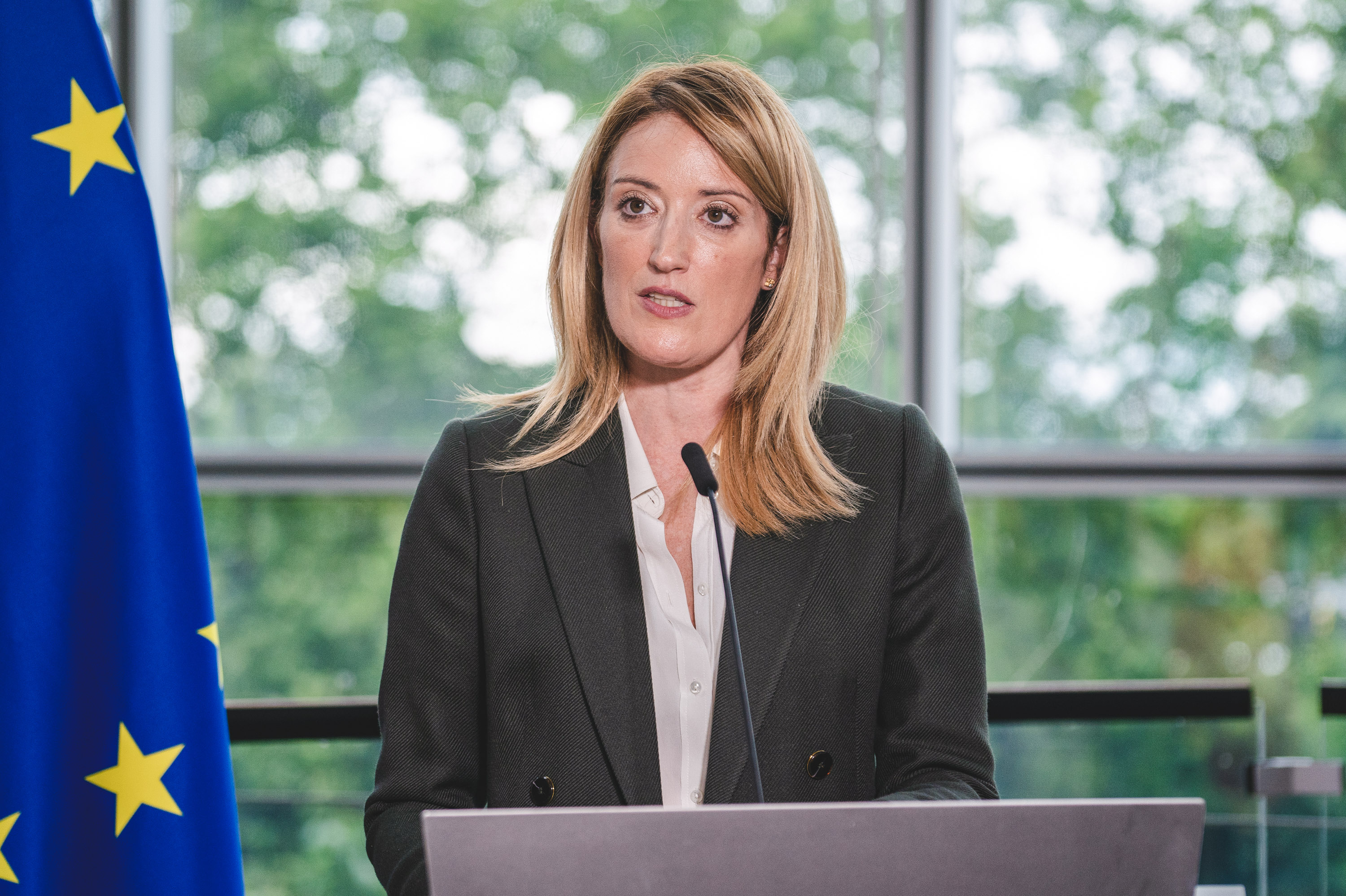
Роберта Метсола, президентка Європейського парламенту із 2022

Групи часто базуються на єдиній європейській політичній партії, як-от соціалістична група (до 2009 року). Проте вони можуть, як-от ліберальна група, мати у своєму складі понад одну європейську партію, а також національні партії та незалежних кандидатів. Для того, щоб групу визнали, потрібно, щоб у неї вступило 25 євродепутатів із семи різних країн. Після визнання група отримує фінансові субсидії від парламенту і гарантовані місця в комітетах. Тим не менш, виникли деякі суперечності з приводу встановлення короткотривалої ідентичності, традицій, суверенітету, у зв'язку з ідеологією групи; деякі члени групи були радикально правими, тож виникли побоювання з приводу державних коштів, що йдуть до такої групи. Група, однак, була обмежена в можливості отримати лідируючі позиції в комітетах.
Традиційно (за погодженням, а не як правило) місця розподіляються між усіма сторонами. Коли якась група займається боротьбою, деякі члени роблять висновок, що її розмір упав нижче допустимого порогу і це викликає колапс.

### Заробітна плата
До 2009 року члени Європейського Парламенту отримували ту ж зарплату, що і члени їхнього національного парламенту. Однак з 2009 року був прийнятий новий статут, який дає всім членам рівні щомісячні зарплати 7000 євро, з урахуванням податків. Депутати Європарламенту виходять на пенсію в 63 роки. Транспортні витрати надаються за фактичною собівартістю, а не фіксованою ставкою. Крім заробітної плати, членам надається ряд привілеїв та імунітетів. Щоб забезпечити їх вільний рух іншими країнами, їм надані їхні власні державні пільги, які надаються посадовим особам, що виїжджають за кордон.

### Президент і організації
Очолює Парламент Бюро, яке складається з голови і 14 віце-голів, що обираються членами Парламенту терміном на два роки. Президентом Європейського Парламенту є Роберта Метсола. Важливу роль на європейському рівні відіграють політичні партії. Члени Європейського Парламенту розташовуються в залі засідань відповідно до своєї партійної належності, а не за національною ознакою. Європейська політична партія повинна об'єднувати певну кількість членів Європейського Парламенту. Більшість партій є коаліціями партій держав-членів ЄС.

### Комітети
В Європейському парламенті існує 23 постійний комітети, а також можуть бути тимчасові комітети, які допомагають Європейській комісії у законотворчому процесі шляхом створення звітів, пропонування змін до законопроєкту чи створенням законопроєктів самостійно. Кожен комітет має голову та чотирьох віце-голів, а також багато членів, кожен із яких має члена-заступника. Також кожен комітет має репортера, який призначається головою комітету зі складу його членів, обов'язком якого є складання звітів від імені комітету. Місця в комітетах розподіляються за методом д'Ондта. Окрім комітетів, існують делегації до парламентів країн поза ЄС та до міжнародних парламентських асамблей, наприклад до Парламентської асамблеї НАТО. Також існують Рада голів комітетів та Рада голів делегацій, які є політичними органами, які складаються із голів всіх комітетів та всіх делегацій відповідно.

## Європарламент і Україна

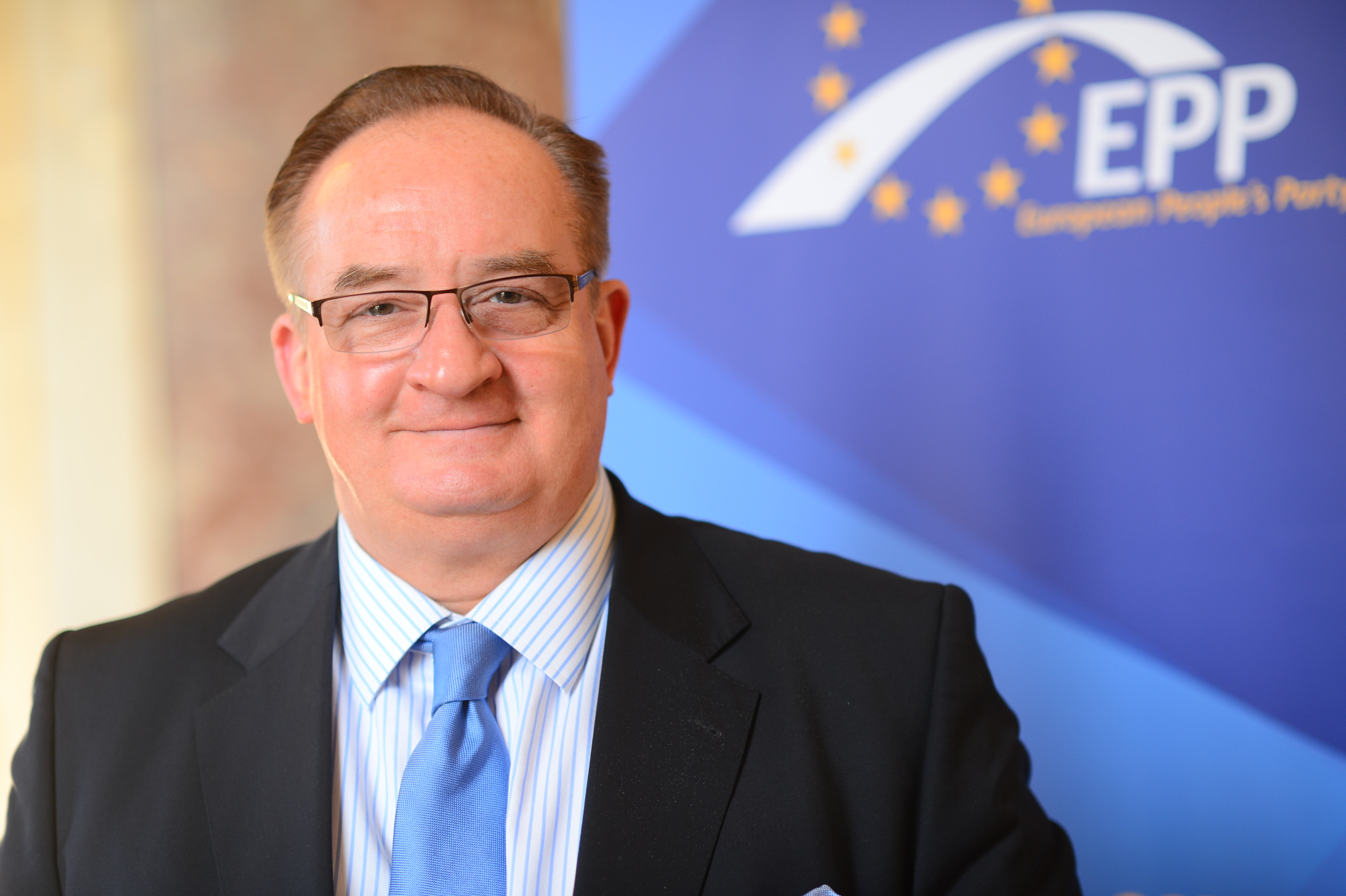
Яцек Саріуш-Вольський

У травні 2012 президент Європарламенту Мартін Шульц і прем'єр-міністр України Микола Азаров домовилися про створення спеціальної Моніторингової місії Європарламенту під керівництвом Пета Кокса і Олександра Квасневського зі спостереження за розглядом справ екс-прем'єр-міністра України Юлії Тимошенко і колишнього міністра МВС Юрія Луценка. Місія діє з червня 2012. У квітні 2013 Європарламент продовжив роботу місії до вересня 2013, а в жовтні 2013 — до середини листопада 2013.

16 вересня 2014 року Європейський парламент ратифікував угоду про асоціацію з Україною. За відповідне рішення проголосували «за» 535 депутатів. Перед голосуванням в Європарламенті пройшли дебати за участю всіх політичних груп.
З кінця 2014 року один з найбільш проукраїнських депутатів Європарламенту поляк Яцек Саріуш-Вольський ініціював чимало законопроєктів щодо підтримки ЄС України. Також він виступає за посилення санкцій проти Росії з одночасною допомогою Україні озброєнням.
6 квітня 2017 року у Європейському парламенті пройшло голосування безвізового режиму для громадян України — 521 голосів «за» (69 %), при 75 «проти» (10 %).

## Виконавча влада
На відміну від більшості країн ЄС, де діють парламентські системи, існує поділ повноважень між виконавчою і законодавчою владою, що робить Європейський парламент, більш схожим на Конгрес Сполучених Штатів, ніж на законодавчий орган держав ЄС. Голова Єврокомісії пропонується Європейською Радою на основі виборів до парламенту. Ця пропозиція має бути затверджена парламентом (простою більшістю голосів). Після затвердження голови Комісії, члени Комісії пропонуються головою у відповідності до держав-учасниць. Комісія  це орган члени якого призначаються та відхиляються Європарламентом. На практиці парламент ніколи не голосує проти президента та членів його комісії. Крім того, при голосуванні і виборі членів  комісії, депутати Європарламенту голосують за партійною ознакою, а не за національною, незважаючи на постійний тиск з боку національних урядів на своїх Євродепутатів. Ця єдність і готовність використовувати владу парламенту забезпечує  значну увагу з боку національних лідерів, інших установ та суспільства.
Парламент також має право розпустити комісію, якщо  є більшість у дві третини голосів, що є беззаперечною підставою для відставки комісії в повному складі. Як і у випадку схвалення, ця влада ніколи не використовується, але вона була під загрозою Комісії Сантера, який згодом пішов у відставку за власним бажанням. Є кілька інших елементів управління, таких як: вимога комісії представити звіти в парламент і відповісти на запитання членів Європарламенту; вимогу голови Ради представити свою програму на початку свого президентства; зобов'язання на ім'я голови Європейської ради представити доповідь Європарламенту після кожного її засідання; право Європарламентарів робити запити по законодавству. Депутати Європарламенту можуть поставити запитання на будь-яку тему яка їх хвилює, але в липні 2008 року депутати Європарламенту проголосували за те, щоб обмежити питання в рамках мандата ЄС і заборонити образливі або особисті запитання.